# Округ Вексфорд (Мичиген)
Вексфорд (енгл. Wexford County) је округ у америчкој савезној држави Мичиген.

## Демографија
По попису из 2010. године број становника је 32.735, што је 2.251 (7,4%) становника више него 2000. године.
| Група             | 2000.          | 2010.          |
| Белци             | 29.469 (96,7%) | 31.246 (95,5%) |
| Афроамериканци    | 57 (0,2%)      | 129 (0,4%)     |
| Азијати           | 127 (0,4%)     | 195 (0,6%)     |
| Хиспаноамериканци | 307 (1,0%)     | 519 (1,6%)     |
| Укупно            | 30.484         | 32.735         |